# Gilles du Perche
Gilles du Perche est un évêque d'Évreux du XIIe siècle.

## Biographie
Issu de la famille des comtes du Perche, il est parent de Rotrou de Warwick, évêque d'Évreux. Malgré son élévation à l'archevêché de Rouen en 1165, il semble administrer Évreux jusqu'à ce que Gilles soit désigné pour lui succéder en 1170. Avant son accession au siège d'Évreux, il est archidiacre de Rouen.
Il accompagne Rotrou à Rome comme ambassadeur du roi Henri II d'Angleterre afin de régler l'affaire de la mort de Thomas Becket. Revenu en Angleterre, il assiste au couronnement d'Henri le Jeune. Il conduit en 1176 Jeanne, fille du roi d'Angleterre, en Sicile et assiste à son mariage avec le roi Guillaume II de Sicile.
Il est présent en 1177 à la signature du traité de paix entre les rois d'Angleterre et de France. Il dédicace cette même année avec d'autres évêques la nouvelle abbatiale du Bec.
Seuls des évêques de la Normandie à assister au troisième concile du Latran en 1179, il meurt avant le 15 janvier 1180.